# 佩德罗·奥拉萨加斯蒂·阿鲁蒂
佩德罗·奥拉萨加斯蒂·阿鲁蒂（西班牙語：Pedro Olasagasti Arruti，20世纪—），西班牙男子赛艇运动员。他曾代表西班牙参加1979年世界赛艇锦标赛，获得男子轻量级八人单桨有舵手金牌。